# Парламентские выборы в Индонезии (2024)
Парламентские выборы 2024 года в Индонезии прошли 14 февраля, одновременно с президентскими выборами и региональными выборами. По итогам выборов распределяются 732 места в Народном консультативном конгрессе (580 — в Совете народных представителей и 152 — в Совете представителей регионов).